# Inflamasoma

El inflamosoma

El inflamasoma es un complejo multiproteico formado por la caspasa 1, PYCARD, una NALP y en ocasiones una caspasa 5 u 11. La composición exacta del inflamasoma depende del activador que inicia el ensamblaje del inflamasoma. Por ejemplo, el dsRNA (ARN bicatenario) desencadena un determinado tipo de composición, mientras que el asbesto da como resultado una variante distinta. El inflamasoma promueve la maduración de citocinas proinflamatorias como la interleucina 1-β e interleucina 18.
El inflamasoma es responsable de la activación de los procesos inflamatorios, y se ha demostrado que induce la piroptosis celular, un proceso de muerte programada distinto a la apoptosis.

## Mecanismos fisiopatológicos
Durante la infección, una de las primeras formas de defensa establecidas por el sistema inmunitario innato consiste en un grupo de receptores de patrones moleculares que reconocen las estructuras moleculares expresadas por patógenos invasores. Estos receptores pueden situarse en la membrana celular; por ejemplo, los receptores de tipo Toll (TLR) y los receptores de lectina de tipo C (CLR); también pueden encontrarse en el citoplasma, por ejemplo los receptores de tipo NOD (NLR) y los receptores de helicasa de tipo RIG (RLR).[cita requerida]
En 2002, Fabio Martinon y Kimberly Burns demostraron que un subconjunto de NLR llamado NLRP1 era capaz de ensamblarlo y oligomerizarlo en una estructura activadora de la cascada de la caspasa 1, lo que conduce a la producción de citoquinas proinflamatorias (principalmente, IL-1β e IL-18). Esta estructura oligomérica se llamaba inflamosoma. Desde entonces, se han descubierto varios otros inflamosomas, dos de las cuales también se forman a partir de la NLR (NLRP3 y NLRC4).
Más recientemente, Veit Hornung y su equipo identificaron un inflamosoma de la familia de las PYHIN (pirina y proteína que contiene un dominio HIN) llamado AIM2 (para ausentes en el melanoma 2) que se une a la detección de ADN extraño de doble cadena (dsDNA) en el citoplasma y NF-kB activo, que tiene un papel crucial en infecciones bacterianas y virales.

## Cascada inflamatoria
Paralelamente al apoptosoma, que activa la cascada apoptótica, el inflamosoma activa la cascada inflamatoria. Una vez activo, el inflamosoma se une a la pro-caspasa 1 (precursor de la caspasa 1) a través de su dominio CARD (dominio de reclutamiento de la caspasa) o a través de la CARD de la proteína adaptativa ASC que se une a ella durante la formación del inflamasoma. En su forma completa, el inflamasoma pone en contacto muchas moléculas pro-caspasa 1 e induce su división automática en subunidades p20 y p10. La caspasa 1 se ensambla luego en su forma activa, que consiste en dos heterodímeros, cada uno con una subunidad p20 y p10. Una vez activo, se activan:
- la división de pro-IL-1β en IL-1β;
- la escisión de pro-IL-18 a IL-18 para inducir la secreción de IFN-γ y la activación de los linfocitos NK;
- la escisión e inactivación de IL-33;
- la fragmentación del ADN y la formación de poros celulares;
- la inhibición de las enzimas glicolíticas;
- la acción de la biosíntesis de lípidos;
- la secreción de mediadores de reparación de tejidos como pro-IL-1α.